# Pandanus
Pandanus är ett släkte av enhjärtbladiga växter. Pandanus ingår i familjen Pandanaceae.

## Bildgalleri

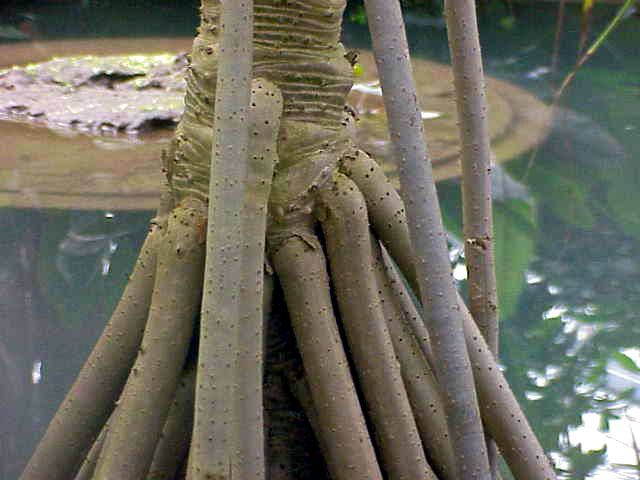
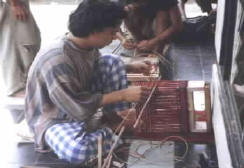

## Dottertaxa tillPandanus, i alfabetisk ordning[1]
- Pandanus abbiwii
- Pandanus acanthostylus
- Pandanus acaulescens
- Pandanus acicularis
- Pandanus acladus
- Pandanus adinobotrys
- Pandanus adpressus
- Pandanus aecuatus
- Pandanus affinis
- Pandanus aggregatus
- Pandanus akeassii
- Pandanus ala-kai
- Pandanus alatus
- Pandanus albifrons
- Pandanus aldabraensis
- Pandanus alifer
- Pandanus alkemadei
- Pandanus alpestris
- Pandanus alticola
- Pandanus alticonvexus
- Pandanus altissimus
- Pandanus alveatus
- Pandanus alveolatus
- Pandanus amaryllifolius
- Pandanus ambalavaoensis
- Pandanus ambohitantelensis
- Pandanus ambongensis
- Pandanus amicalis
- Pandanus amissus
- Pandanus amnicola
- Pandanus analamazaotrensis
- Pandanus analamerensis
- Pandanus ananas
- Pandanus andersonii
- Pandanus andringitrensis
- Pandanus angiensis
- Pandanus angolensis
- Pandanus anomesos
- Pandanus antaresensis
- Pandanus apicalis
- Pandanus apiculatus
- Pandanus apoensis
- Pandanus aprilensis
- Pandanus aquaticus
- Pandanus aragoensis
- Pandanus archboldianus
- Pandanus arenicola
- Pandanus aridus
- Pandanus aristatus
- Pandanus arnhemensis
- Pandanus arrectialatus
- Pandanus ashtonii
- Pandanus asper
- Pandanus assamensis
- Pandanus associatus
- Pandanus atrocarpus
- Pandanus atropurpureus
- Pandanus attenuatus
- Pandanus augustianus
- Pandanus australiensis
- Pandanus austrosinensis
- Pandanus bakeri
- Pandanus balansae
- Pandanus balenii
- Pandanus balfourii
- Pandanus barai
- Pandanus barbellatus
- Pandanus barkleyi
- Pandanus basalticola
- Pandanus basedowii
- Pandanus basilocularis
- Pandanus bathiei
- Pandanus beccarii
- Pandanus beccatus
- Pandanus bemarahensis
- Pandanus benignus
- Pandanus biceps
- Pandanus bicornis
- Pandanus bifidus
- Pandanus bilinearis
- Pandanus biliranensis
- Pandanus bilobatus
- Pandanus bintuniensis
- Pandanus biplicatus
- Pandanus bipollicaris
- Pandanus bipyramidatus
- Pandanus bismarckensis
- Pandanus boemiensis
- Pandanus boivinii
- Pandanus boninensis
- Pandanus borneensis
- Pandanus botryoides
- Pandanus bowersiae
- Pandanus brachus
- Pandanus brachycarpus
- Pandanus brachyphyllus
- Pandanus brachyspathus
- Pandanus bracteosus
- Pandanus brassii
- Pandanus brevicornutus
- Pandanus breviendocarpicus
- Pandanus brevifolius
- Pandanus brevifrugalis
- Pandanus brevistipes
- Pandanus brevistylis
- Pandanus brongniartii
- Pandanus brookei
- Pandanus brosimos
- Pandanus brunigii
- Pandanus bryanii
- Pandanus buinensis
- Pandanus bullii
- Pandanus burkillianus
- Pandanus burmanicus
- Pandanus busuangaensis
- Pandanus butayei
- Pandanus calamianensis
- Pandanus calathiphorus
- Pandanus calceiformis
- Pandanus calcicola
- Pandanus calcinactus
- Pandanus calcis
- Pandanus callmanderiana
- Pandanus calostigma
- Pandanus calvus
- Pandanus camarinensis
- Pandanus canaranus
- Pandanus candelabrum
- Pandanus capitellatus
- Pandanus capusii
- Pandanus caricosus
- Pandanus carmichaelii
- Pandanus carrii
- Pandanus castaneus
- Pandanus caudatifolius
- Pandanus caudatus
- Pandanus cavatus
- Pandanus celebicus
- Pandanus cephalotus
- Pandanus ceratostigma
- Pandanus ceylanicus
- Pandanus cheilostigma
- Pandanus chevalieri
- Pandanus chiliocarpus
- Pandanus christmatensis
- Pandanus cissei
- Pandanus clandestinus
- Pandanus clarkei
- Pandanus clausus
- Pandanus clementis
- Pandanus cochleatus
- Pandanus collinus
- Pandanus columbiformis
- Pandanus columellatus
- Pandanus columnaris
- Pandanus comatus
- Pandanus concavus
- Pandanus concinnus
- Pandanus concretus
- Pandanus conglomeratus
- Pandanus congregatus
- Pandanus conicus
- Pandanus connatus
- Pandanus conoideus
- Pandanus cookii
- Pandanus copelandii
- Pandanus cordatus
- Pandanus coriaceus
- Pandanus corneri
- Pandanus corniferus
- Pandanus crassicollis
- Pandanus crassilix
- Pandanus crenifer
- Pandanus crinifolius
- Pandanus crustatus
- Pandanus cubicus
- Pandanus cumingianus
- Pandanus cuneatus
- Pandanus cuneiformis
- Pandanus cupribasalis
- Pandanus cyaneoglaucescens
- Pandanus daenikeri
- Pandanus daitoensis
- Pandanus dammannii
- Pandanus danckelmannianus
- Pandanus darwinensis
- Pandanus dasodes
- Pandanus dasystigma
- Pandanus dauphinensis
- Pandanus daymanensis
- Pandanus decastigma
- Pandanus decipiens
- Pandanus decus-montium
- Pandanus de-lestangii
- Pandanus denudatus
- Pandanus depauperatus
- Pandanus dictyotus
- Pandanus diffusus
- Pandanus dinagatensis
- Pandanus dipsaceus
- Pandanus discostigma
- Pandanus distans
- Pandanus distentus
- Pandanus diversus
- Pandanus djalonensis
- Pandanus dolichopodus
- Pandanus dorystigma
- Pandanus drupaceus
- Pandanus dubius
- Pandanus dumetorum
- Pandanus durio
- Pandanus dyckioides
- Pandanus dyeri
- Pandanus echinodermops
- Pandanus echinops
- Pandanus edulis
- Pandanus efateensis
- Pandanus elatus
- Pandanus ellipsoideus
- Pandanus elostigma
- Pandanus emarginatus
- Pandanus endeavourensis
- Pandanus ensifolius
- Pandanus epiphyticus
- Pandanus erectus
- Pandanus erinaceus
- Pandanus esculentus
- Pandanus eumekes
- Pandanus evexus
- Pandanus exaltatus
- Pandanus exarmatus
- Pandanus exiguus
- Pandanus eydouxia
- Pandanus fanningensis
- Pandanus farakoensis
- Pandanus faviger
- Pandanus ferrimontanus
- Pandanus fetosus
- Pandanus fibrosus
- Pandanus fidelis
- Pandanus flagellaris
- Pandanus flagellibracteatus
- Pandanus flintinsularis
- Pandanus floribundus
- Pandanus foetidus
- Pandanus forbesii
- Pandanus forsteri
- Pandanus foveolatus
- Pandanus freetownensis
- Pandanus fruticosus
- Pandanus furcatus
- Pandanus fusinus
- Pandanus gabonensis
- Pandanus galeatus
- Pandanus galorei
- Pandanus gazelleensis
- Pandanus gemmiferus
- Pandanus gibberosus
- Pandanus gibbsianus
- Pandanus gilbertanus
- Pandanus gillespiei
- Pandanus gladiator
- Pandanus gladiifolius
- Pandanus glaphyros
- Pandanus glauciferus
- Pandanus glaucocephalus
- Pandanus glaucophyllus
- Pandanus globatus
- Pandanus globulosus
- Pandanus gossweileri
- Pandanus gracilialatus
- Pandanus gracilis
- Pandanus grallatus
- Pandanus graminifolius
- Pandanus granulosus
- Pandanus grusonianus
- Pandanus guillaumetii
- Pandanus guineabissauensis
- Pandanus halleorum
- Pandanus hata
- Pandanus helicopus
- Pandanus hemisphaericus
- Pandanus hendersonensis
- Pandanus herbaceus
- Pandanus hermaphroditus
- Pandanus hermesii
- Pandanus hermsianus
- Pandanus heterocarpus
- Pandanus heterostigma
- Pandanus hooglandii
- Pandanus horizontalis
- Pandanus houlletii
- Pandanus humbertii
- Pandanus humericus
- Pandanus humicola
- Pandanus humifer
- Pandanus humilior
- Pandanus humilis
- Pandanus huynhii
- Pandanus hystrix
- Pandanus iceryi
- Pandanus ihuanus
- Pandanus ijzermannii
- Pandanus imerinensis
- Pandanus immersus
- Pandanus incertus
- Pandanus induratus
- Pandanus inokumae
- Pandanus inquilinus
- Pandanus insolitus
- Pandanus insuetus
- Pandanus interior
- Pandanus intricatus
- Pandanus inundatus
- Pandanus involutus
- Pandanus irregularis
- Pandanus isalicus
- Pandanus isis
- Pandanus iwen
- Pandanus jacobsii
- Pandanus jaffrei
- Pandanus johorensis
- Pandanus joskei
- Pandanus julianettii
- Pandanus juliferus
- Pandanus kabaenaensis
- Pandanus kaernbachii
- Pandanus kaida
- Pandanus kajewskii
- Pandanus kajui
- Pandanus kamiae
- Pandanus kanehirae
- Pandanus katatonos
- Pandanus katensis
- Pandanus kaviengensis
- Pandanus kedahensis
- Pandanus kennedyensis
- Pandanus kerchovei
- Pandanus ketele
- Pandanus kimlangii
- Pandanus kinabaluensis
- Pandanus kingianus
- Pandanus kirkii
- Pandanus kjellbergii
- Pandanus klossii
- Pandanus koordersii
- Pandanus korthalsii
- Pandanus krauelianus
- Pandanus kuepferi
- Pandanus kurandaensis
- Pandanus kurzii
- Pandanus kusaicolus
- Pandanus labyrinthicus
- Pandanus lachaisei
- Pandanus lacuum
- Pandanus laferrerei
- Pandanus lageniformis
- Pandanus lais
- Pandanus lamekotensis
- Pandanus lamprocephalus
- Pandanus lanutooensis
- Pandanus lateralis
- Pandanus laticonvexus
- Pandanus latiloculatus
- Pandanus latior
- Pandanus latistigmaticus
- Pandanus lauterbachii
- Pandanus laxespicatus
- Pandanus leiophyllus
- Pandanus lepatophilus
- Pandanus leptocarpus
- Pandanus leptocaulis
- Pandanus leptopodus
- Pandanus leram
- Pandanus leuconotus
- Pandanus levuensis
- Pandanus liberiensis
- Pandanus lictor
- Pandanus lifouensis
- Pandanus ligulatus
- Pandanus limbatus
- Pandanus linguiformis
- Pandanus livingstonianus
- Pandanus loherianus
- Pandanus longicaudatus
- Pandanus longicuspidatus
- Pandanus longipedunculatus
- Pandanus longipes
- Pandanus longissimipedunculatus
- Pandanus longissimus
- Pandanus longistylus
- Pandanus lorencei
- Pandanus lustrorum
- Pandanus luzonensis
- Pandanus mac-gregorii
- Pandanus macrophyllus
- Pandanus maevaranensis
- Pandanus magnicavernosus
- Pandanus magnifibrosus
- Pandanus majungensis
- Pandanus malgassicus
- Pandanus malgrasii
- Pandanus mammillaris
- Pandanus manamboloensis
- Pandanus manensis
- Pandanus mangokensis
- Pandanus manongarivensis
- Pandanus mapola
- Pandanus mareensis
- Pandanus marginatus
- Pandanus marinus
- Pandanus marojejicus
- Pandanus maromokotrensis
- Pandanus martellii
- Pandanus matthewsii
- Pandanus mauricei
- Pandanus maximus
- Pandanus mayotteensis
- Pandanus mc-keei
- Pandanus medialinermis
- Pandanus medialis
- Pandanus megacarpus
- Pandanus membranaceus
- Pandanus menicostigma
- Pandanus merrillii
- Pandanus mesos
- Pandanus metaceus
- Pandanus micracanthus
- Pandanus microcarpus
- Pandanus microcephalus
- Pandanus microglottis
- Pandanus microstigma
- Pandanus militaris
- Pandanus mindanaensis
- Pandanus minimus
- Pandanus misimaensis
- Pandanus moalaensis
- Pandanus mollifoliaceus
- Pandanus monophalanx
- Pandanus monotheca
- Pandanus montaguei
- Pandanus montanus
- Pandanus monticola
- Pandanus mossmanicus
- Pandanus motleyanus
- Pandanus multibracteatus
- Pandanus multicarpelatus
- Pandanus multidentatus
- Pandanus multidrupaceus
- Pandanus multifurcatus
- Pandanus multispicatus
- Pandanus muralis
- Pandanus muricatus
- Pandanus mussauensis
- Pandanus myriocarpus
- Pandanus namakiensis
- Pandanus nanofrutex
- Pandanus nanus
- Pandanus navicularis
- Pandanus navigatorum
- Pandanus nemoralis
- Pandanus neocaledonicus
- Pandanus neoleptopodus
- Pandanus neomecklenburgensis
- Pandanus nervosus
- Pandanus ngunaensis
- Pandanus nigridens
- Pandanus nitidus
- Pandanus niueensis
- Pandanus nobilis
- Pandanus nogarete
- Pandanus nosibicus
- Pandanus noumeaensis
- Pandanus novibritannicus
- Pandanus novohibernicus
- Pandanus nullumiae
- Pandanus nusbaumeri
- Pandanus obconicus
- Pandanus obeliscus
- Pandanus oblanceoloideus
- Pandanus oblatus
- Pandanus oblongicapitellatus
- Pandanus oblongus
- Pandanus obovatus
- Pandanus obovoideus
- Pandanus obsoletus
- Pandanus occultus
- Pandanus odoardii
- Pandanus odorifer
- Pandanus oligocarpus
- Pandanus oligocephalus
- Pandanus onesuaensis
- Pandanus orbicularis
- Pandanus orculiformis
- Pandanus oresbios
- Pandanus ornatus
- Pandanus ornithocephalus
- Pandanus ouveaensis
- Pandanus pachyphyllus
- Pandanus pakari
- Pandanus palawensis
- Pandanus pallidus
- Pandanus paloensis
- Pandanus paludosus
- Pandanus palustris
- Pandanus panayensis
- Pandanus pancheri
- Pandanus papilio
- Pandanus papillosus
- Pandanus papuanus
- Pandanus paracalensis
- Pandanus parachevalieri
- Pandanus parou
- Pandanus parvicentralis
- Pandanus parvus
- Pandanus patelliformis
- Pandanus patina
- Pandanus paucicarpellatus
- Pandanus pectinatus
- Pandanus peekelii
- Pandanus penangensis
- Pandanus pendulinus
- Pandanus penetrans
- Pandanus penicillus
- Pandanus pentagonos
- Pandanus pentodon
- Pandanus permicron
- Pandanus perrieri
- Pandanus pervilleanus
- Pandanus petrosus
- Pandanus peyrierasii
- Pandanus philippinensis
- Pandanus pilaris
- Pandanus pinensis
- Pandanus piniformis
- Pandanus piricus
- Pandanus pistikos
- Pandanus pistos
- Pandanus pitcairnensis
- Pandanus planatus
- Pandanus platycarpus
- Pandanus platyphyllus
- Pandanus platystigma
- Pandanus pleiocephalus
- Pandanus pluriaculeatus
- Pandanus pluriangulatus
- Pandanus pluriloculatus
- Pandanus pluvisilvaticus
- Pandanus polyacris
- Pandanus polycephalus
- Pandanus polyglossus
- Pandanus poronaliva
- Pandanus prainii
- Pandanus princeps
- Pandanus pristis
- Pandanus pritchardiae
- Pandanus problematicus
- Pandanus prostratus
- Pandanus pseudobathiei
- Pandanus pseudochevalieri
- Pandanus pseudocollinus
- Pandanus pseudofoetidus
- Pandanus pseudomontanus
- Pandanus pseudosyncarpus
- Pandanus pugnax
- Pandanus pukapukaensis
- Pandanus pulcher
- Pandanus pumilus
- Pandanus punctatus
- Pandanus punctulatus
- Pandanus pungens
- Pandanus puniceus
- Pandanus purpurascens
- Pandanus pweleensis
- Pandanus pygmaeus
- Pandanus pyramidalis
- Pandanus pyramidos
- Pandanus quadrifidus
- Pandanus quinarius
- Pandanus rabaiensis
- Pandanus rabaulensis
- Pandanus radicans
- Pandanus radiciferus
- Pandanus radifer
- Pandanus radula
- Pandanus ramosii
- Pandanus rapensis
- Pandanus raynalii
- Pandanus recavilapideus
- Pandanus recavisaxosus
- Pandanus rechingeri
- Pandanus reclinatus
- Pandanus rectus
- Pandanus recurvatus
- Pandanus regalis
- Pandanus reineckei
- Pandanus reticulatus
- Pandanus reticulosus
- Pandanus retroaculeatus
- Pandanus retusus
- Pandanus rex
- Pandanus rheophilus
- Pandanus ridleyi
- Pandanus rigidifolius
- Pandanus rivularis
- Pandanus robinsonii
- Pandanus rollotii
- Pandanus rostellatus
- Pandanus rostratus
- Pandanus rotumaensis
- Pandanus rubricinctus
- Pandanus rupestris
- Pandanus rusticus
- Pandanus saint-johnii
- Pandanus salailuaensis
- Pandanus sambiranensis
- Pandanus samoensis
- Pandanus sandakanensis
- Pandanus sarasinorum
- Pandanus sarawakensis
- Pandanus satabiei
- Pandanus saxatilis
- Pandanus scandens
- Pandanus schizocarpus
- Pandanus schoddei
- Pandanus scopula
- Pandanus scopulorum
- Pandanus scortechini
- Pandanus sechellarum
- Pandanus semiarmatus
- Pandanus semipilaris
- Pandanus senegalensis
- Pandanus sermollianus
- Pandanus serpentinicus
- Pandanus serratus
- Pandanus setistyla
- Pandanus sibuyanensis
- Pandanus sierraleonensis
- Pandanus sigmoideus
- Pandanus sikassoensis
- Pandanus silvanus
- Pandanus similis
- Pandanus simplex
- Pandanus singaporensis
- Pandanus sinicola
- Pandanus soboliferus
- Pandanus solms-laubachii
- Pandanus solomonensis
- Pandanus somersetensis
- Pandanus sparganioides
- Pandanus spathulatus
- Pandanus spechtii
- Pandanus sphaericus
- Pandanus sphaerocephalus
- Pandanus sphaeroideus
- Pandanus spheniskos
- Pandanus spicatus
- Pandanus spinifer
- Pandanus spinistigmaticus
- Pandanus spinulosus
- Pandanus spiralis
- Pandanus spissus
- Pandanus spondiophyllus
- Pandanus stellatus
- Pandanus stelliger
- Pandanus stenocarpus
- Pandanus stipiformis
- Pandanus stoloniferus
- Pandanus subacaulis
- Pandanus subcylindricus
- Pandanus subglobosus
- Pandanus subinermis
- Pandanus subulorum
- Pandanus sulawesicus
- Pandanus sulcatus
- Pandanus sumatranus
- Pandanus sykesii
- Pandanus sylvaticus
- Pandanus sylvestris
- Pandanus sylvicola
- Pandanus tabellarius
- Pandanus tauensis
- Pandanus taveuniensis
- Pandanus tazoanii
- Pandanus tectorius
- Pandanus tenuiflagellatus
- Pandanus tenuifolius
- Pandanus tenuimarginatus
- Pandanus tenuipedunculatus
- Pandanus teuszii
- Pandanus thomensis
- Pandanus thomissophyllus
- Pandanus thurstonii
- Pandanus thwaitesii
- Pandanus tiassaleensis
- Pandanus toei
- Pandanus toinu
- Pandanus tolanarensis
- Pandanus toliarensis
- Pandanus tongatapuensis
- Pandanus tonkinensis
- Pandanus triangularis
- Pandanus trigonus
- Pandanus truncatus
- Pandanus tsaratananensis
- Pandanus tuamotensis
- Pandanus tubulatus
- Pandanus tunicatus
- Pandanus turritus
- Pandanus tutuilaensis
- Pandanus umbonatus
- Pandanus undulifolius
- Pandanus unguiculatus
- Pandanus unguifer
- Pandanus unicornutus
- Pandanus urophyllus
- Pandanus utilis
- Pandanus validus
- Pandanus vandamii
- Pandanus vandermeeschii
- Pandanus variabilis
- Pandanus vavauensis
- Pandanus veillonii
- Pandanus welwitschii
- Pandanus verecundus
- Pandanus verruculosus
- Pandanus verticalis
- Pandanus whitei
- Pandanus whitmeeanus
- Pandanus wiehei
- Pandanus wilderi
- Pandanus vinaceus
- Pandanus viscidus
- Pandanus vitiensis
- Pandanus vogelensis
- Pandanus vriensii
- Pandanus yalna
- Pandanus yandeensis
- Pandanus yasawaensis
- Pandanus yirrkalaensis
- Pandanus yoshioi
- Pandanus yuleensis
- Pandanus yvanii
- Pandanus zamboangensis